# Torsten Diedrich
Torsten Diedrich (* 20. Dezember 1956 in Ost-Berlin) ist ein deutscher Militärhistoriker mit Schwerpunkt DDR- und Warschauer-Pakt-Geschichte. Er ist Beauftragter für das Museums- und Sammlungswesen der Bundeswehr.

## Leben
Diedrich studierte von 1979 bis 1984 Wirtschaft und Geschichte an der Humboldt-Universität zu Berlin. Nach Studiumsabschluss arbeitete er als Wissenschaftlicher Assistent bzw. Oberassistent am Militärgeschichtlichen Institut der DDR in Potsdam. 1989 wurde er mit der Dissertation Militärpolitik der SED 1949–1955 zum Doctor philosophiae promoviert.
Nach der Wiedervereinigung wurde er als Wissenschaftlicher Mitarbeiter in das Militärgeschichtliche Forschungsamt (MGFA) in Potsdam übernommen, wo er zuletzt im Forschungsbereich IV, Militärgeschichte der DDR im Bündnis tätig war. 1999 wurde er zum Wissenschaftlichen Rat, 2001 zum Wissenschaftlichen Oberrat und 2008 zum Wissenschaftlichen Direktor ernannt. Seit 2008 ist er Beauftragter für das Museums- und Sammlungswesen der Bundeswehr.
Diedrich publizierte zum Aufstand vom 17. Juni 1953, zur Geschichte der Kasernierten Volkspolizei, der Nationalen Volksarmee und zum Warschauer Pakt. Er ist zudem Autor der wissenschaftlichen Biografie zum Generalfeldmarschall Friedrich Paulus sowie zu Generalen des Zweiten Weltkriegs (General der Artillerie Walther von Seydlitz-Kurzbach, Generalleutnant Vincenz Müller, Generalmajor Bernhard Bechler). Weiterhin war er vielfach als Fachberater für Dokumentar- und Spielfilme für das deutsche Fernsehen sowie für Museen und Ausstellungen tätig.
Er ist Vorsitzender des Museums- und Sammlungsverbundes der Bundeswehr. 2012 berief ihn das Museum Berlin-Karlshorst (bis 2022: „Deutsch-Russisches Museum“) in seinen Wissenschaftlichen Beirat.

## Schriften

### Monografien
- Der 17. Juni 1953 in der DDR. Bewaffnete Gewalt gegen das Volk. Dietz, Berlin 1991, ISBN 3-320-01740-3.
- mit Rüdiger Wenzke: Die getarnte Armee: Geschichte der Kasernierten Volkspolizei der DDR 1952 bis 1956 (= Militärgeschichte der DDR. Bd. 1). Hrsg. vom Militärgeschichtlichen Forschungsamt, Ch. Links, Berlin 2001, ISBN 3-86153-242-5.
- Waffen gegen das Volk. Der 17. Juni 1953 in der DDR. Hrsg. vom Militärgeschichtlichen Forschungsamt, Oldenbourg, München 2003, ISBN 3-486-56735-7.
- Paulus – das Trauma von Stalingrad. Eine Biographie. Schöningh, Paderborn u. a. 2008, ISBN 978-3-506-76403-4.
- Stalingrad 1942/43. Reclam, Stuttgart 2018, ISBN 978-3-15-011162-8

### Handbücher und Sammelbände
- mit Hans Ehlert, Rüdiger Wenzke: Im Dienste der Partei, Handbuch der bewaffneten Organe der DDR (= Forschungen zur DDR-Gesellschaft). Im Auftrag des Militärgeschichtlichen Forschungsamtes, Links, Berlin 1998, ISBN 3-86153-160-7. (2. Auflage 1998)
- mit Hans-Hermann Hertle: Alarmstufe „Hornisse“. Die geheimen Chef-Berichte der Volkspolizei über den 17. Juni 1953. Metropol, Berlin 2003, ISBN 3-936411-27-1.
- mit Winfried Heinemann, Christian F. Ostermann: Der Warschauer Pakt. Von der Gründung bis zum Zusammenbruch (1955–1991) (= Militärgeschichte der DDR. Bd. 16). Im Auftrag des Militärgeschichtlichen Forschungsamtes, Links, Berlin 2008, ISBN 978-3-86153-504-1.
- mit Walter Süß: Militär und Staatssicherheit im Sicherheitskonzept der Teilnehmerstaaten des Warschauer Paktes. Im Auftrag des Militärgeschichtlichen Forschungsamtes und der Bundesbeauftragten für die Unterlagen des Staatssicherheitsdienstes der Ehemaligen DDR, Links, Berlin 2010, ISBN 978-3-86153-610-9.
- mit Ilko-Sascha Kowalczuk: Staatsgründung auf Raten?. Auswirkungen des Volksaufstandes 1953 und des Mauerbaus 1961 auf Staat, Militär und Gesellschaft (= Militärgeschichte der DDR. Bd. 11). Im Auftrag des Militärgeschichtlichen Forschungsamtes und der Bundesbeauftragten für die Unterlagen des Staatssicherheitsdienstes der ehemaligen DDR, Links, Berlin 2005, ISBN 3-86153-380-4.
- als Hrsg. mit Jens Ebert: Nach Stalingrad, Walther von Seydlitz´ Feldpostbriefe und Kriegsgefangenenpost 1939–1955.  Wallstein, Göttingen 2018, ISBN 978-3-8353-3190-7.

Außerdem verfasste Diedrich zahlreiche Beiträge für weitere Sammelwerke und für Zeitschriften.